# 기시 다카유키
기시 다카유키(일본어: 岸 孝之, 1984년 12월 4일 ~ )는 일본의 프로 야구 선수이며, 현재 퍼시픽 리그인 도호쿠 라쿠텐 골든이글스의 소속 선수(투수)이다.

## 인물
미야기현 센다이시 출신으로 도호쿠가쿠인 대학을 졸업한 후 2006년 대학생·사회인 드래프트 회의에서 희망 입단 범위로 세이부 라이온스에 입단, 2008년 팀이 일본 시리즈에서 우승하여 대회 기간 중 2승 무패의 성적을 기록한 공로로 일본 시리즈 MVP를 석권했다.
직구 구속이 빠른 편이 아니라 직구보다는 변화구를 구사하여 타자를 잡는 것을 선호하며 주 구종으로 각이 큰 커브와 체인지업 등을 던진다. 또한 투구폼이 유연하고 완급 조절 능력이 뛰어나 연투 능력이 있다.

## 상세 정보

### 출신 학교
- 미야기현 나토리키타 고등학교
- 도호쿠가쿠인 대학

### 선수 경력
- 세이부 라이온스·사이타마 세이부 라이온스(2007년 ~ 2016년)
- 도호쿠 라쿠텐 골든이글스(2017년 ~ )

### 수상·타이틀 경력

#### 타이틀
- 최고 승률: 1회(2014년)

#### 수상
- 퍼시픽 리그 우수 신인상(2007년)
- 월간 MVP : 2회(2008년 8월, 2014년 5월)
- JA 전농 Go·Go상 : 1회(최다 탈삼진상 : 2010년 5월)
- 일본 시리즈 MVP : 1회(2008년)
- 올스타전 감투 선수상 : 2회(2012년 3차전, 2014년 1차전)
- ‘조지아혼’상 : 1회(2014년도 제3회)

### 개인 기록

#### 투수 기록
- 첫 등판·첫 선발 : 2007년 3월 30일, 대 홋카이도 닛폰햄 파이터스 1차전(삿포로 돔), 7이닝 무실점
- 첫 탈삼진 : 상동, 3회말에 기모토 구니유키로부터 헛스윙 삼진
- 첫 승리·첫 선발 승리 : 2007년 4월 6일, 대 오릭스 버펄로스 1차전(교세라 돔 오사카), 8과 2/3이닝 2실점
- 첫 완투 승리·첫 완봉 승리 : 2007년 6월 13일, 대 한신 타이거스 3차전(굿윌 돔)
- 첫 세이브 : 2010년 9월 25일, 대 도호쿠 라쿠텐 골든이글스 23차전(클리넥스 스타디움 미야기), 7회말에 3번째 투수로서 구원 등판·마무리, 3이닝 1실점

#### 타격 기록
- 첫 안타 : 2009년 6월 21일, 대 도쿄 야쿠르트 스왈로스 4차전(메이지 진구 야구장), 3회초에 이시카와 마사노리로부터 중전 안타

#### 기록 달성 경력
- 통산 1000투구 이닝 : 2013년 6월 8일, 대 히로시마 도요 카프 3차전(MAZDA Zoom-Zoom 스타디움 히로시마) ※역대 335번째
- 통산 1000탈삼진 : 2014년 7월 1일, 대 홋카이도 닛폰햄 파이터스 9차전(세이부 돔), 4회초 무사에 오노 쇼타로부터 루킹 삼진 ※역대 138번째
- 통산 100승 : 2016년 8월 16일, 대 후쿠오카 소프트뱅크 호크스 16차전(후쿠오카 야후오쿠! 돔), 8이닝 8피안타 4실점 ※역대 134번째
- 통산 1500투구 이닝 : 2016년 9월 14일, 대 지바 롯데 마린스 25차전(QVC 마린필드), 3회말 3사에 오기노 다카시를 왼쪽 파울 플라이로 잡아 달성 ※역대 175번째

#### 일본 시리즈에 관한 기록
- 일본 시리즈 첫 등판·첫 완봉 : 2008년 11월 5일, 대 요미우리 자이언츠 전
- 일본 시리즈 12 이닝 연속 탈삼진 : 2008년 11월 5일 1~9이닝으로부터 11월 9일 4~6이닝까지 합계 12 이닝을 기록(첫 등판으로 첫 완봉과 매 이닝 탈삼진을 함께 달성한 것은 사상 최초)

#### 기타
- 올스타전 출장 : 3회(2009년, 2012년, 2014년)
- 노히트 노런 : 2014년 5월 2일, 대 지바 롯데 마린스 6차전(QVC 마린필드) ※역대 78번째

### 등번호
- 11(2007년 ~ )

### 연도별 투수 성적
| 연 도       | 소 속       | 등 판 | 선 발 | 완 투 | 완 봉 | 무 4 구 | 승 리 | 패 전 | 세 이 브 | 홀 드 | 승 률 | 타 자 | 이 닝  | 피 안 타 | 피 홈 런 | 볼 넷 | 고 4 | 몸 맞 | 탈 삼 진 | 폭 투 | 보 크 | 실 점 | 자 책 점 | 평 자 책 | W H I P |
| ----------- | ----------- | ----- | ----- | ----- | ----- | ------- | ----- | ----- | -------- | ----- | ----- | ----- | ------ | -------- | -------- | ----- | ---- | ----- | -------- | ----- | ----- | ----- | -------- | -------- | ------- |
| 2007년      | 세이부      | 24    | 24    | 2     | 2     | 1       | 11    | 7     | 0        | 0     | .611  | 650   | 156.1  | 131      | 16       | 55    | 1    | 8     | 142      | 2     | 0     | 62    | 59       | 3.40     | 1.19    |
| 2008년      | 세이부      | 26    | 26    | 4     | 2     | 0       | 12    | 4     | 0        | 0     | .750  | 695   | 168.1  | 151      | 12       | 48    | 0    | 5     | 138      | 4     | 0     | 65    | 64       | 3.42     | 1.18    |
| 2009년      | 세이부      | 26    | 25    | 2     | 1     | 0       | 13    | 5     | 0        | 0     | .722  | 755   | 179.2  | 168      | 25       | 53    | 2    | 5     | 138      | 3     | 1     | 73    | 65       | 3.26     | 1.23    |
| 2010년      | 세이부      | 19    | 16    | 3     | 2     | 3       | 10    | 6     | 1        | 0     | .625  | 460   | 113.2  | 100      | 9        | 26    | 1    | 5     | 110      | 3     | 0     | 41    | 41       | 3.25     | 1.11    |
| 2011년      | 세이부      | 21    | 21    | 3     | 0     | 1       | 8     | 9     | 0        | 0     | .471  | 564   | 135.0  | 131      | 12       | 39    | 1    | 3     | 106      | 1     | 0     | 65    | 57       | 3.80     | 1.26    |
| 2012년      | 세이부      | 26    | 26    | 4     | 1     | 1       | 11    | 12    | 0        | 0     | .478  | 729   | 187.2  | 141      | 9        | 40    | 0    | 4     | 150      | 3     | 0     | 52    | 51       | 2.45     | 0.96    |
| 2013년      | 세이부      | 26    | 26    | 3     | 2     | 1       | 11    | 5     | 0        | 0     | .688  | 716   | 178.1  | 155      | 17       | 31    | 1    | 6     | 138      | 6     | 0     | 63    | 61       | 3.08     | 1.04    |
| 2014년      | 세이부      | 23    | 22    | 5     | 4     | 1       | 13    | 4     | 0        | 0     | .765  | 630   | 161.1  | 126      | 16       | 36    | 0    | 2     | 126      | 0     | 0     | 48    | 45       | 2.51     | 1.00    |
| 2015년      | 세이부      | 16    | 16    | 5     | 0     | 0       | 5     | 6     | 0        | 0     | .455  | 434   | 110.1  | 75       | 6        | 25    | 0    | 5     | 91       | 0     | 0     | 40    | 37       | 3.02     | 0.91    |
| 2016년      | 세이부      | 19    | 19    | 2     | 1     | 0       | 9     | 7     | 0        | 0     | .563  | 541   | 130.1  | 123      | 8        | 36    | 0    | 1     | 104      | 0     | 0     | 42    | 36       | 2.49     | 1.22    |
| 통산 : 10년 | 통산 : 10년 | 226   | 221   | 33    | 15    | 8       | 103   | 65    | 1        | 0     | .613  | 6174  | 1521.0 | 1301     | 130      | 389   | 6    | 44    | 1243     | 22    | 1     | 551   | 516      | 3.05     | 1.11    |

- 2016년 시즌 종료 기준.
- 굵은 글씨는 시즌 최고 성적.

## 같이 보기
- 2008년 일본 시리즈